# VM i håndbold 2027 (mænd)
|  | Denne artikel indeholder information om en fremtidig sportsbegivenhed Der kan forekomme spekulativ information, og indholdet kan ændres dramatisk når arrangementet nærmer sig og mere information bliver tilgængelig. |

Verdensmesterskabet i håndbold for mænd 2027 bliver det 30. VM i håndbold for mænd arrangeret af IHF og afholdes i Tyskland.

## Kvalificerede hold
|                                          | Dato                         | Sted                       | Pladser  | Kvalificerede hold |
| ---------------------------------------- | ---------------------------- | -------------------------- | -------- | ------------------ |
| Værtsnation                              | 28. februar 2020             | Kairo                      | 1        | Tyskland           |
| VM 2025                                  | 14. januar – 2. februar 2025 | Danmark · Kroatien · Norge | 1        | Danmark            |
| Afrikamesterskabet                       | 2026                         | Rwanda                     | 6        |                    |
| Asiamesterskabet                         | 2026                         |                            | 4        |                    |
| Europamesterskabet                       | 15. januar–1. februar 2026   | Danmark · Norge · Sverige  | 4        |                    |
| Syd- og Centralamerikamesterskabet 2026  | 2026                         |                            | 4        |                    |
| Nordamerika og Caribienmesterskabet 2026 | 2026                         |                            | 1        |                    |
| Europæisk kvalificeringsturnering        | 2026                         |                            | 9        |                    |
| Wildcard                                 | 18. oktober 2018             | Doha                       | 1 + 1[1] | USA                |

1. Med tanke på at Sommer-OL 2028 skal arrangeres i USA, gav IHF wildcard til USA i mesterskaberne i 2025 og 2027.

## Eksterne links
- IHF website

| Sport | Spire Denne artikel om sport er en spire som bør udbygges. Du er velkommen til at hjælpe Wikipedia ved at udvide den. |